# Barfüsserkirche (Erfurt)
De Barrevoetsekerk (Duits: Barfüsserkirche) behoorde tot de vernietiging door de bombardementen op de stad in 1944 tot de belangrijkste kerken van Erfurt, Thüringen. De bedelorde kerk staat in het centrum van de stad op de rechter oever van een zijarm van de Gera.

## Geschiedenis

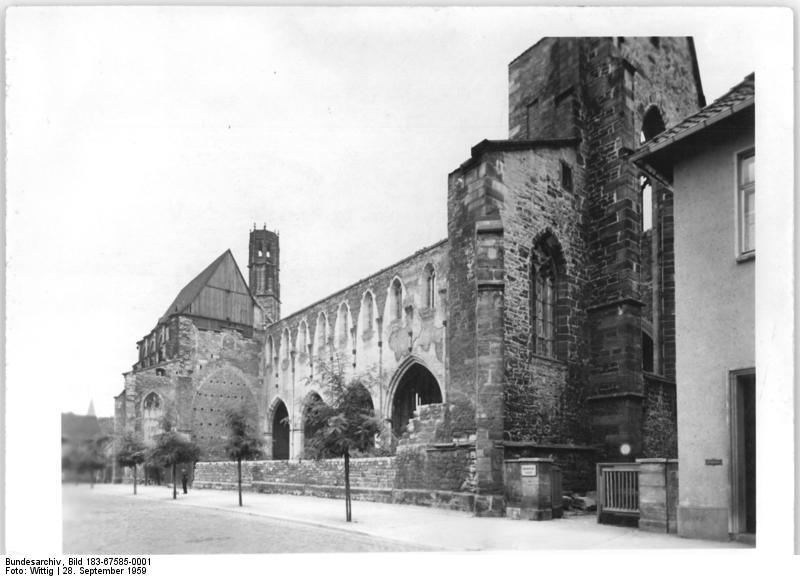
De ruïne in 1959

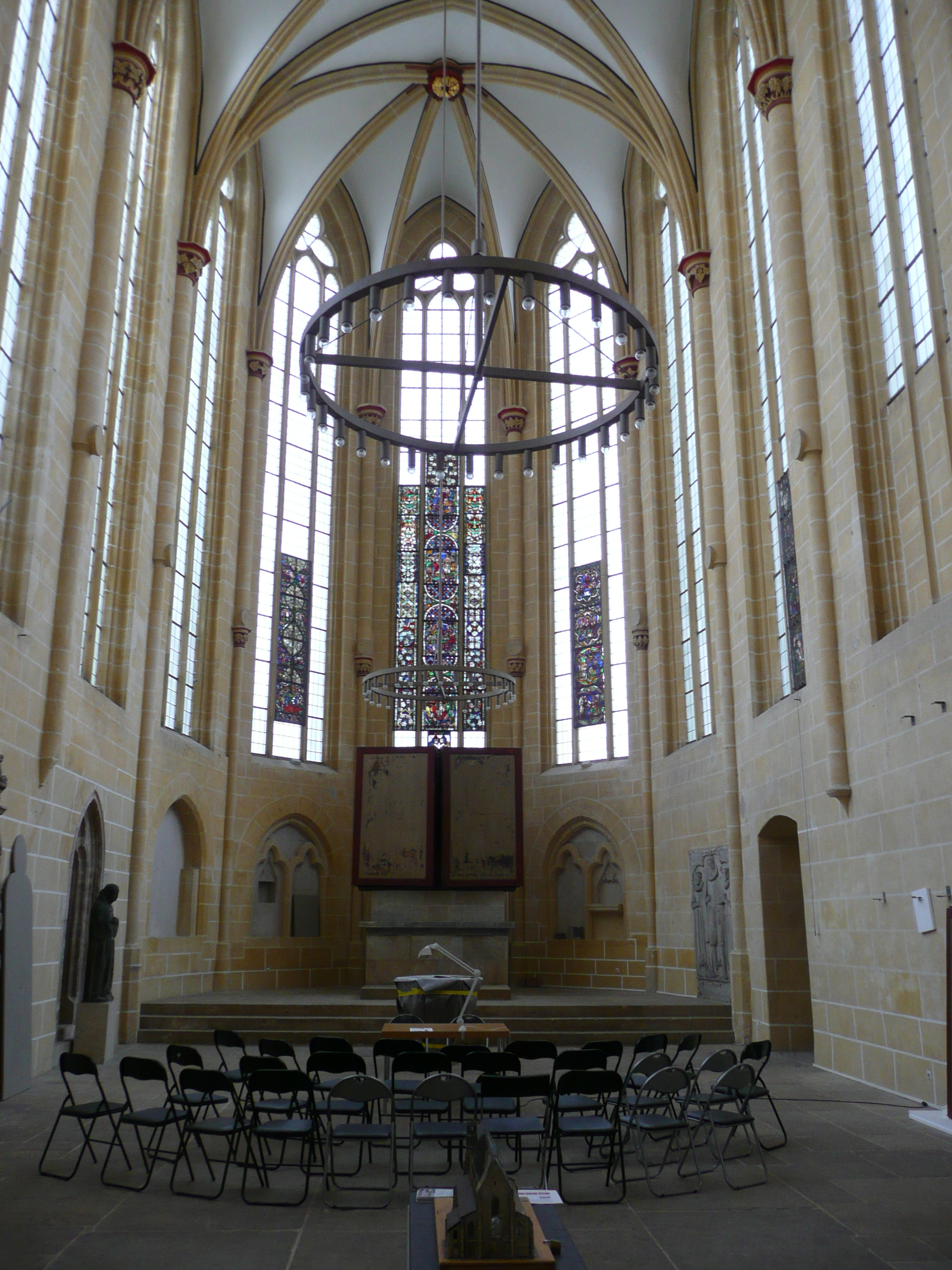
Koor

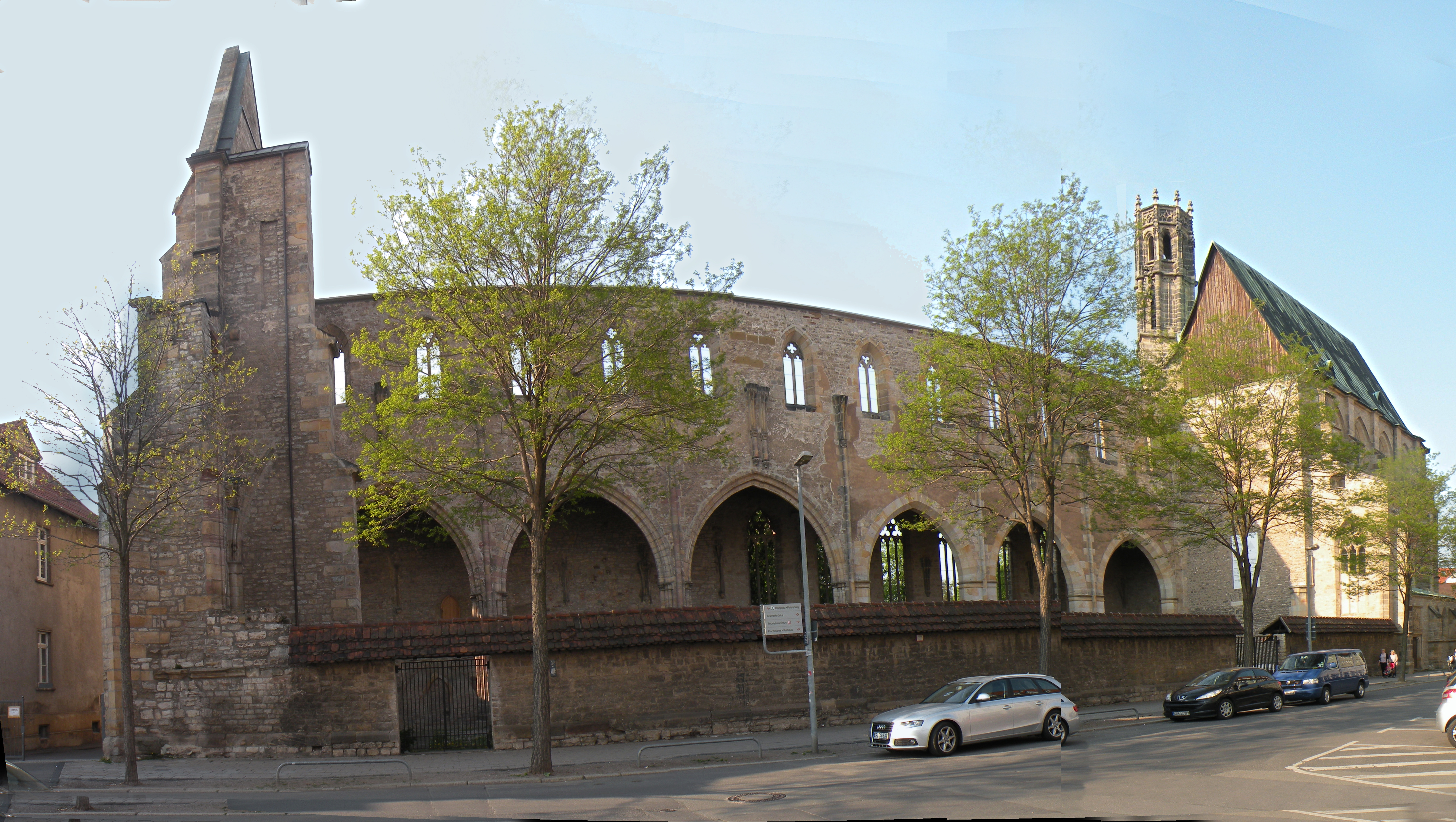
Overzicht ruïne

In 1224 streken de eerste Franciscaanse bedelmonniken in Erfurt neer, die vanwege het ontbreken van schoeisel ook barrevoetse monniken werden genoemd. Zeven jaar later werd de eerste kloosterkerk van de bedelorde gebouwd. Na een stadsbrand in 1291 werd begonnen met een nieuwbouw, waarvan het koor in 1316 werd gewijd. De bouwwerkzaamheden aan de drieschepige pijlerbasiliek duurden voort tot het begin van de 15e eeuw. De hooggotische kerk met een doorgaand zadeldak behoorde tot de grootste kerken van de stad en bleef gedurende eeuwen een markant gebouw. 
Met de intreding van de reformatie in Erfurt in 1525 werd de kerk een protestants kerkgebouw. Vier jaar later preekte op 11 oktober 1529 hier Maarten Luther. De kloostergebouwen in het noorden van de kerk moesten tijdens de Zweedse bezetting van 1641 tot 1648 voor de bouw van een bastion van de stadsversterking wijken. Een blikseminslag in het jaar 1838 beschadigde het kerkschip en maakte in de jaren 1842-1852 een ingrijpende restauratie noodzakelijk.
Tijdens de Tweede Wereldoorlog werden de te verwijderen kunstwerken van de kerk en de waardevolle vensters uit 1230-1240 zekerheidshalve uit de kerk gehaald. In de nacht van 26 op 27 november [{welk jaar?}] raakten de kerk en de pastorie net als het omliggende woongebied ernstig beschadigd door zware bombardementen. Een luchtmijn verwoestte het kerkschip en het hoge koor. Vanaf 1945 werden het puin geruimd en de waardevolle architecturale delen van de kerk geborgen. Het deels verwoeste gestoelte van de kerk werd in de barre winter van 1945 door de omwonende bevolking als brandhout gebruikt.       
Met Hemelvaart in 1957 werd in het sinds 1950 herstelde koor weer een eerste eredienst gevierd. De oude vensters uit de jaren 1230 waren net als het gerestaureerde hoogaltaar uit 1445 opnieuw ingebouwd en een nieuwe muur scheidde het koor af van het geruïneerde kerkschip. Nadat de gemeente zich samenvoegde met de gemeente van de Predikerskerk werd het gebouw aan de stad overgedragen. Als nieuwe bestemming werd de kerk in 1983 een dependance van het Angermuseum voor middeleeuwse kunst. Sindsdien vonden er meerdere renovaties aan de kerk plaats.
In 2007 werd de werkgroep "Barfüßerkirche"' opgericht, die zich ten doel stelde de bevolking te informeren over dit monument van nationaal belang en een bijdrage te leveren aan het behoud van de kerk respectievelijk de kerk ooit te herbouwen. De werkgroep werd met de Initiativkreis Barfüßerkirche als zelfstandige vereniging opgevolgd. In november 2012 plaatste de vereniging ter nagedachtenis aan de verwoesting van de kerk op 26 november op basis van het herontdekte gipsafdruk van Hans Walther (1947) een nieuw bronzen reliëf Totentanz aan de buitenmuur van de kerk.

## Interieur
Het polygonale koor bezit dertien hoge vensters, waarin gedeeltelijk kleurrijke glasschijven zijn ingebouwd die uit de jaren 1230 tot 1235 stammen. De vensters tonen scènes uit de lijdensgeschiedenis van Jezus en het leven van Franciscus van Assisi.
Het vleugelaltaar uit 1445 behoort tot de belangrijkste houtgesneden altaren van Erfurt. Noemenswaardig zijn ook de grafstenen van Cinna von Vargula uit 1370 en dat van de hulpbisschop Albert von Beichlingen uit 1371.